# فرودگاه کمایوران
فرودگاه کمایوران (به انگلیسی: Kemayoran Airport) (به زبان بومی: Luchthaven Kemayoran (Dutch), Bandar Udara Kemayoran (Indonesian)) یک فرودگاه همگانی است . این فرودگاه در شهر جاکارتا کشور اندونزی قرار دارد و در ارتفاع ۴ متری از سطح دریا واقع شده است.

## نگارخانه

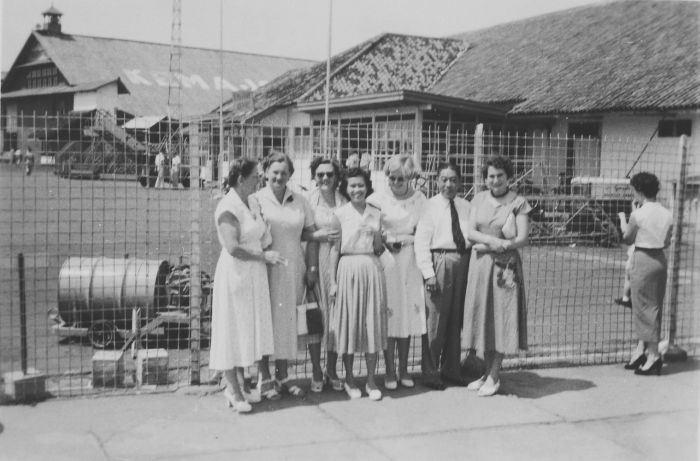
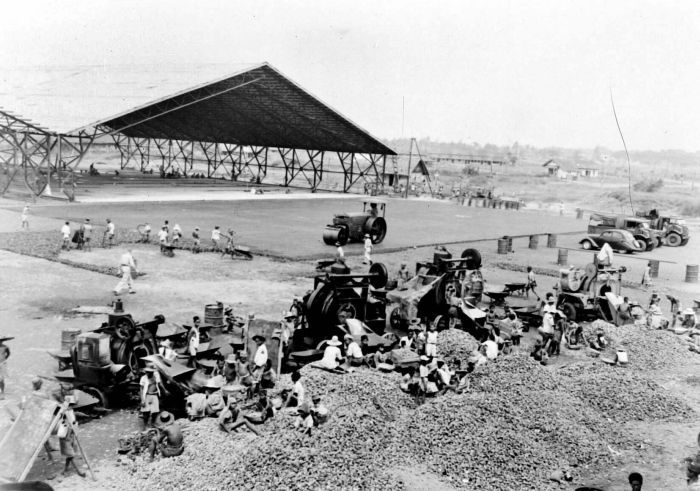
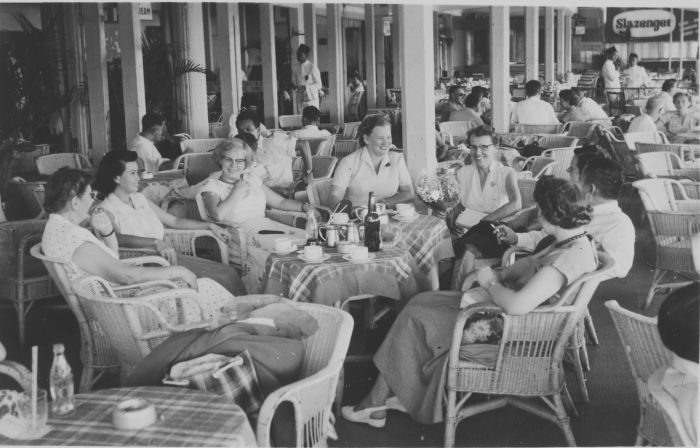
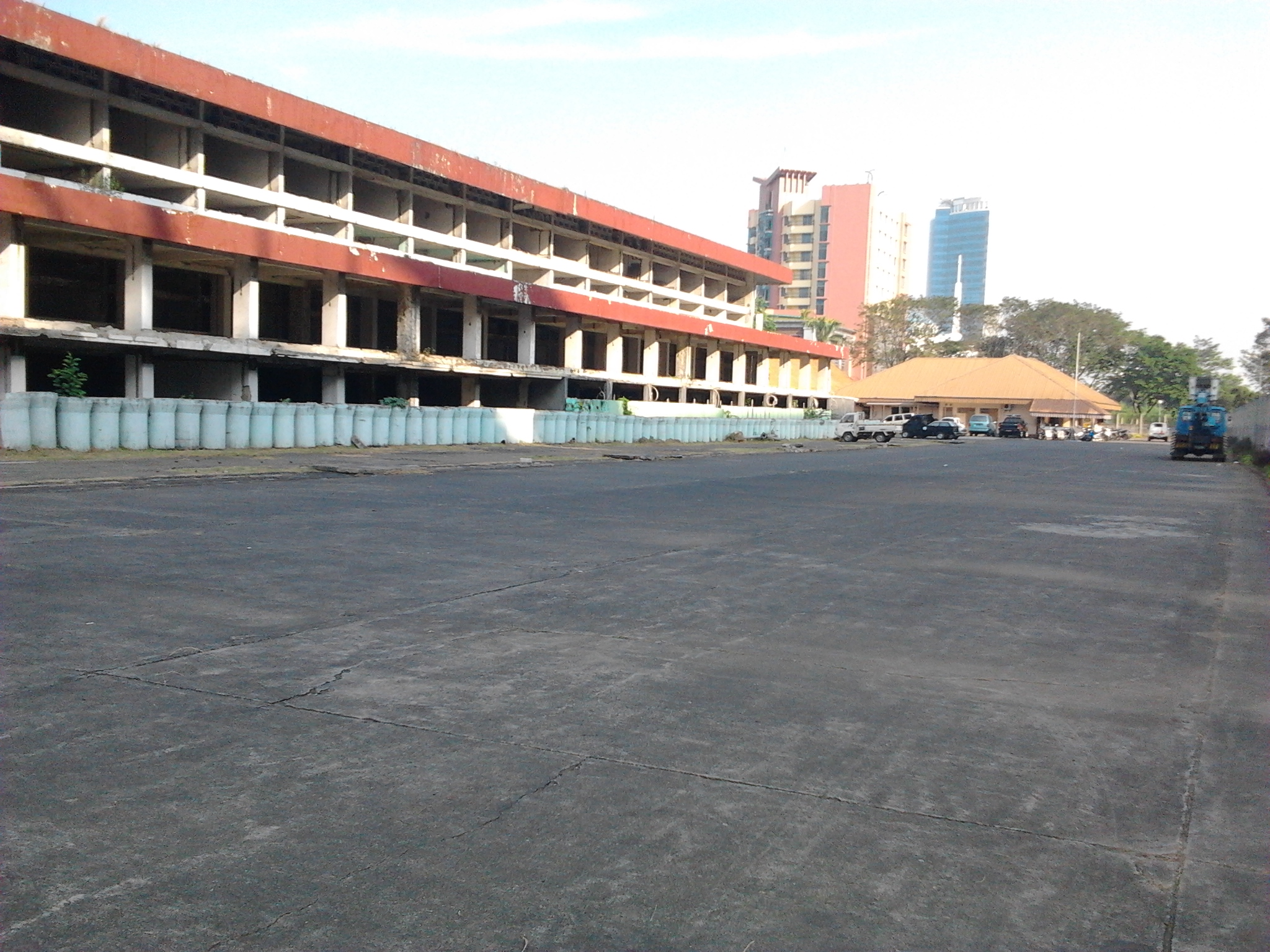